# Laurentius-Kirche (Berlin-Wilhelmstadt)

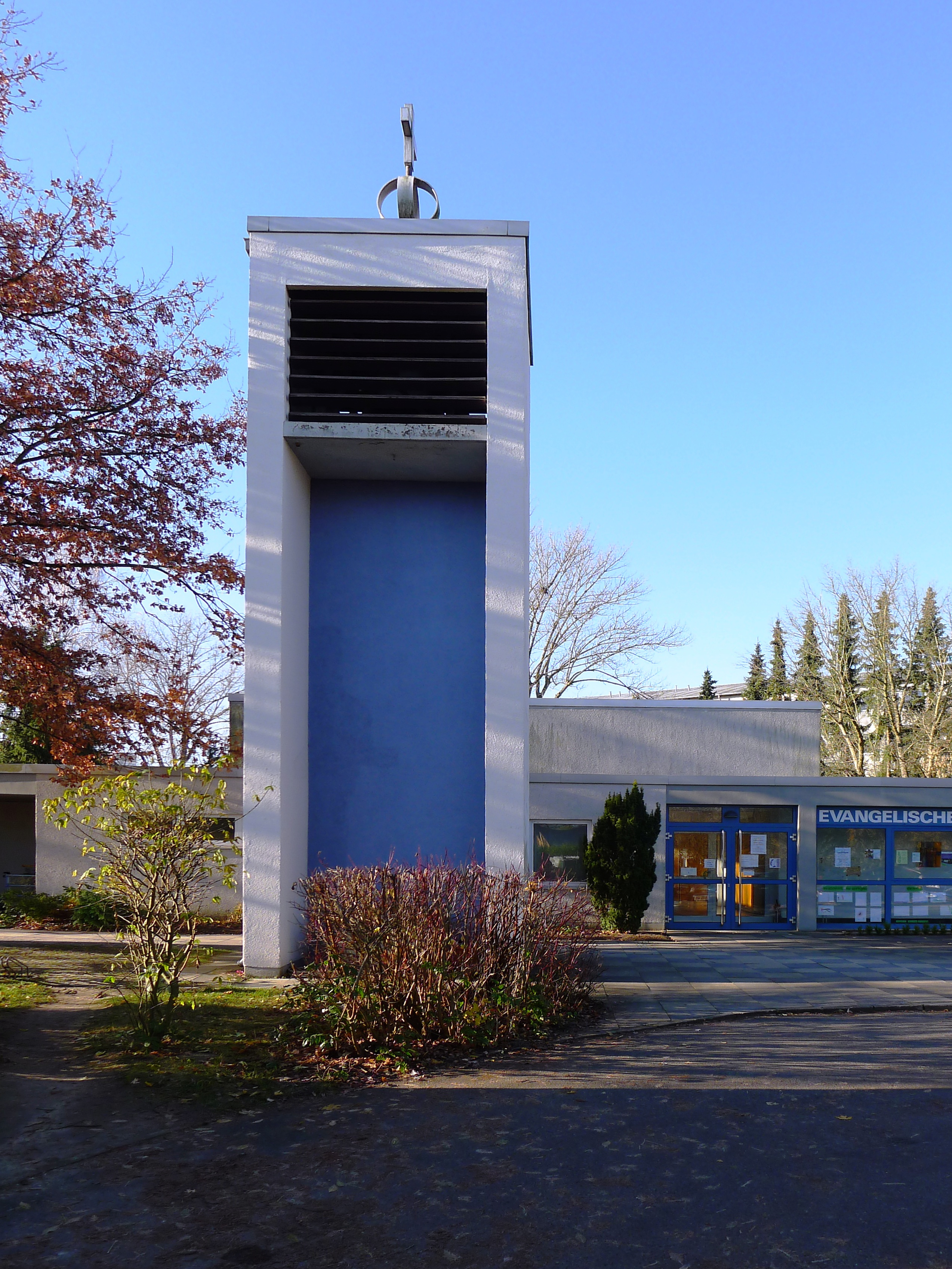
Campanile der Laurentiuskirche

Das evangelische Gemeindezentrum mit der Laurentiuskirche wurde 1956–1958 nach einem Entwurf des Architekten Wilhelm Lehrecke erbaut. Es befindet sich in der Tiefe des 13.000 Quadratmeter großen Grundstücks Heerstraße 367 im Berliner Ortsteil Wilhelmstadt des Bezirks Spandau.

## Geschichte
Ein Diakon der Melanchthon-Kirche hielt zunächst im Vereinsheim einer Kleingartenkolonie an der Heerstraße, dann in einer von Arbeitslosen gebauten Baracke ab 1932 Kindergottesdienste und Bibelstunden. Erst 1950 erlaubte das Konsistorium dem Diakon, in der Barackenkirche sonntags Gottesdienste durchzuführen. Im Sommer 1956 erfolgte die Grundsteinlegung für das Gemeindezentrum, seine Einweihung am 14. Dezember 1958. Die Baracke wurde anschließend wegen Baufälligkeit abgerissen. Der Campanile entstand erst 1961. Zum Gemeindezentrum gehören eine später errichtete Kindertagesstätte und ein Pfarrhaus, das 2012 entwidmet wurde. Die Gemeinde wurde am 1. Januar 1965 selbstständig, als Namenspatron wählte man Laurentius von Rom. Im Jahr 2002 vereinigten sich die Gemeinden der Gnadenkirche und der Laurentiuskirche zur neuen Evangelischen Weinbergkirchengemeinde Berlin-Spandau.

## Baubeschreibung
Der schlichte Gebäudekomplex besteht aus flach gedeckten, verputzten Mauerwerksbauten.
Der Gottesdienstraum der Saalkirche ist fast doppelt so hoch wie die übrigen eingeschossigen Baukörper und hat hochliegende Fenster an den Längswänden. Nur im Bereich des Altars sind beidseitig hohe Fenster mit Glasmalereien von Ruth Schranz eingefügt. Der Kirchenraum lässt sich variabel gestalten und erlaubt eine vielfältige Nutzung. Er kann durch Öffnen einer Falttür erweitert werden und die Kirchenbänke sind lose aufgestellt.
Die 1964 installierte Orgel entstand in der Werkstatt der Firma „E. F. Walcker & Cie“.
Das Altarkreuz stammt von Reinhart Braun, das Relief am Taufbecken aus getriebenem Kupfer, die Fußwaschung darstellend, schuf Waldemar Otto.
In der Glockenstube des Campanile hängt eine Gussstahlglocke, die 1926 von Schilling und Lattermann in Morgenröthe-Rautenkranz gegossen wurde. Bei einem Durchmesser von 108 cm und einer Höhe von 85 cm wiegt sie 500 kg. Ihr Schlagton ist a', ihre Inschrift lautet: „UND FRIEDE AUF ERDEN“.
Ursprünglich befand sich über dem Eingang zum Gemeindezentrum ein einfaches Kreuz aus Holz, geschaffen von Rudi H. Wagner. Es wurde an die Rückwand des Kirchsaals gehängt, als im September 1972 auf dem Glockenturm das abends angestrahlte Kreuz auf einer durchbrochenen Turmkugel aus Aluminium angebracht wurde. Vom selben Künstler stammt auch das Mosaik am Eingang mit dem Siegel der Laurentiusgemeinde. Der dort abgebildete Rebstock verweist auf ehemalige Weinberge in dieser Gegend, von denen sich der Name der Weinberggemeinde ableitet.